# Mercedes-Benz CLE-класс
Mercedes-Benz CLE-класс (С236) — серия роскошных купе и кабриолетов от немецкой компании Mercedes-Benz, представленных летом 2023 года и пришедший на замену купе/кабриолетам E-класс и C-классa.
Подразделение спортивных автомобилей Mercedes-AMG планирует как минимум две мощные версии CLE, подробности о которых ещё не обнародованы.

## Модификации
Стартовая линейка состоит из четырёх моделей с продольно расположенными четырёх- и шестицилиндровыми бензиновыми и дизельными двигателями и задним или полным приводом.
Заднеприводный CLE 220d в базе оснащён 2-литровым четырёхцилиндровым дизельным двигателем с турбонаддувом, развивающим 197 л. с.  Двухлитровый четырёхцилиндровый бензиновый двигатель развивает мощность от 170 до 258 л.с.(CLE180 - CLE300 4matic).Возглавляет стандартную линейку полноприводный CLE 450 4Matic. Он получает 3-литровый рядный шестицилиндровый бензиновый двигатель с турбонаддувом мощностью 381 л.с.
Каждый автомобиль оснащён системой мягкого гибрида, а электродвигатель, установленный на коробке передач, обеспечивает дополнительные 23 л. с. в течение коротких периодов времени при ускорении. Все модели стандартно поставляются с девятиступенчатой автоматической коробкой передач с гидротрансформатором.

## Дизайн
Дизайн основан на стиле существующего купе E-класса с классическим спортивным силуэтом, выступающей решёткой радиатора, длинным вытянутым капотом, сильно изогнутой крышей и сильно наклонённым задним стеклом. Длина CLE составляет 4850 мм — это больше, чем у купе C- и E-класса, а также чем у BMW 4-й серии.
Внутри новая модель Mercedes-Benz предлагает компоновку 2 + 2. Новые передние сиденья получили встроенные подголовники, обогрев и четырёхстороннюю поясничную опору в стандартной комплектации.

## Габариты
Колесная база увеличена до 2865 мм. Передний свес увеличен на 98 мм, задний — на 41 мм (в основном благодаря более пышному оперению), и в итоге суммарная прибавка в длину составила 164 мм в сравнении с новым C-классом W206. Между бамперами здесь 4850 мм, и по этому показателю Mercedes CLE опередил не только исходную «цешку» (4686 мм), но и купе E-класса (4835 мм). Автомобиль стал на 50 мм шире (1860 мм) и на 23 мм выше (1428 мм).